# Bohí
Bohí (en catalán, Boí) es una localidad del municipio de Valle de Bohí, situado en el noroeste de la provincia de Lérida (España), en la comarca del Alta Ribagorza. Cuenta con 216 habitantes (INE 2008). Es una población catalana que se encuentra en una situación estratégica para las comunicaciones, en la entrada del valle de Sant Martí, en la margen izquierda del río Noguera de Tor, sobre un promontorio. Hasta mediados del siglo XIX, Bohí constituía un municipio independiente.

## Descripción
Debido a su situación geográfica, esta localidad ha experimentado un gran desarrollo en los últimos años del siglo XX dando lugar a la proliferación de modernas viviendas que contrastan con la parte vieja de la ciudad cuya arquitectura se ajusta a las edificaciones populares de la zona.
Conserva un casco antiguo de gran belleza y valor histórico, con restos de muralla y una única puerta de acceso a la parte antigua. Sus calles son de aspecto medieval y están empedradas; algunas de ellas son pequeños pasadizos. Las casas son de piedra y muestran sus características grandes chimeneas. Sobre el río se puede ver un puentecillo de piedra muy antiguo. 
La ciudad aparece documentada ya en 1079 con el nombre de villa de Bogin. La ciudad y su castillo fueron los principales de todo el valle. El castillo desapareció en la guerra contra los albigenses en el siglo XIII. En 1381 se encontraban censados 12 "fuegos" en Bohí. En 1842, poco antes de su incorporación junto a otros del valle al municipio de Barruera (municipio que posteriormente cambiaría de nombre al actual de valle de Bohí, la localidad contaba con 14 hogares y 54 habitantes de derecho.
La economía se basaba en dos molinos harineros, unos telares y un aserradero. Además, durante años se explotaron unas minas de plomo cercanas a la villa. Actualmente, la principal fuente de ingresos es el turismo, potenciado gracias a la estación de esquí de Boí Taüll.
En el Noguera de Tor se encuentra el embalse de Bohí, encargado de suministrar agua a la central eléctrica. Tiene una potencia instalada de 21 600 kW/A. Su producción media anual se cifra en 85.104.000 kWh.

## Iglesia de San Juan de Bohí

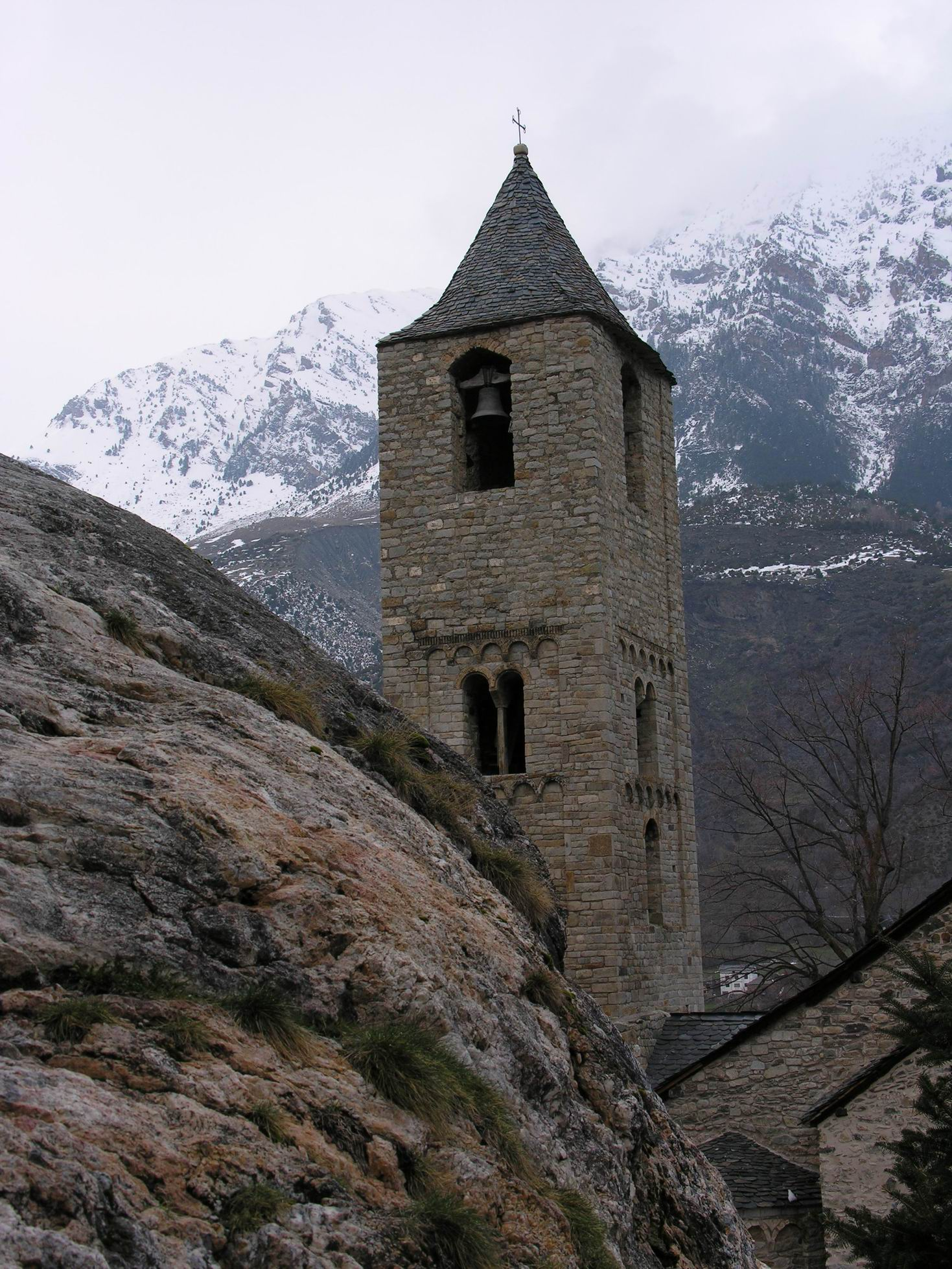
Iglesia de San Juan de Bohí

Es una iglesia rural, románica, edificada al tiempo que las demás iglesias del valle. Como el resto de iglesias del valle, está declarada como Patrimonio de la Humanidad por la Unesco dentro del conjunto de Iglesias románicas del Valle de Bohí.